# Truth or Dare (film fra 2018)
Truth or Dare er en amerikansk gyserfilm fra 2018 filmen er instrueret af Jeff Wadlow og med Lucy Hale, Tyler Posey, Violett Beane og Sophia Ali i hovedrollerne.

## Medvirkende
- Lucy Hale som Olivia
- Tyler Posey som Lucas Moreno
- Violett Beane som Markie Cameron
- Sophia Ali som Penelope
- Landon Liboiron som Carter
- Nolan Gerard Funk som Tyson Curran
- Sam Lerner som Ronnie
- Brady Smith som Roy Cameron
- Hayden Szeto som Brad Chang
- Morgan Lindholm som Alexis Podell